# Национальное собрание (Эквадор)
Национальное собрание (исп. Asamblea Nacional) — однопалатный парламент, законодательный орган Республики Эквадор. 

## История
Национальное собрание создано в 2009 году после реформы Конституции 2008 года и заменило Национальный конгресс. Председателем собрания является Вивиана Велос, избранная на пост 2 октября 2024 года. 

## Избирательная система
Согласно статье 119 Конституции Эквадора 2008 года кандидаты в Национальное собрание должны соответствовать следующим требованиям:
- Быть гражданином Эквадора;
- Быть не моложе 18 лет на момент регистрации своей кандидатуры;
- Иметь политические права.

Члены Национального собрания избираются тремя способами. 15 депутатов избираются пропорциональным представительством по партийным спискам в общенациональном округе; 6 депутатов избираются избирателями-эквадорцами, живущими за границей (по два из Канады-США, Латинской Америки и Азии-Европы-Океании). Остальные 116 членов Национального собрания избираются по многомандатным округам путём пропорционального представительства по партийным спискам, при этом все места распределяются с использованием метода Вебстера — Сент-Лагю. Члены Национального собрания в сумме ограничены двумя четырёхлетними сроками (не важно последовательными или с перерывом). В партийных списках существуют гендерные квоты, что означает чередование мужчин и женщин. Нет никаких квот для представительства национальных меньшинств.

## Полномочия
Национальное собрание занимается разработкой законодательства, в то время как назначение судей отдано в подчинение отдельного Судебного совета.

### Комментарии
1. ↑   ·       Движение гражданской революции (65)
 ·       Движение РЕТО (1)